# Por qué Obama ganará en 2008 y en 2012
Por qué Obama ganará en 2008 y en 2012 (en inglés Why Obama Will Win in 2008 & 2012) es un trabajo académico escrito en 2007 por el analista financiero e inventor estadounidense Daniel Bruno  (utilizaba el seudónimo Daniel Bruno Sanz hasta 2010) y publicado ese mismo año por Booksurge, una división de Amazon, en Charleston, Carolina del Sur, EE. UU. 
El libro de Bruno es una tesis abstracta que utiliza el análisis técnico de los mercados financieros, la econometría y teorías de la conducta de los votantes desarrolladas por Ray Fair de Yale y Allan Lichtman de la Universidad Americana para predecir la inevitabilidad de dos mandatos consecutivos de Barack Obama en la  presidencia de los Estados Unidos, incluso antes de que hubiera ganado la nominación del Partido Demócrata en el 2008. Se trata de un estudio de los negocios y los ciclos políticos en los Estados Unidos. Como Sylvan Feldstein, Ph.D., escribió en su respaldo a la obra: “Su tesis es que los realineamientos electorales (grandes cambios en la política) se producen cuando hay deflación (caída de los precios de activos como acciones y bienes raíces) y que la deflación se produce en ciclos predecibles”.

## Contenido
La obra es notable por ser el primer libro publicado, documento académico o artículo de revista en predecir con certeza la ascendencia de Obama a la Casa Blanca en 2008. La creencia general era que sería imposible para Obama llegar a ser presidente de los Estados Unidos por causa de su ascendencia africana y su nombre musulmán. Otros, especialmente los afroamericanos, estaban convencidos de que si su candidatura se veía prometedora sería asesinado y por lo tanto sería mejor no votar por él. 
En el momento de la publicación del libro en 2007, Obama aún no había ganado la nominación del Partido Demócrata y se encontraba veinte puntos porcentuales detrás de Hillary Clinton, la probable candidata de acuerdo a las encuestas de opinión de los votantes demócratas registrados. Bruno, un Analista de Mercados Certificado (Chartered Market Technician) y graduado de la Escuela de Negocios de la Universidad de Oxford, pronosticó la caída de las bolsas y la recesión de 2008, dieciséis meses antes de que ocurriera, e identificó una relación causal entre la caída inminente, la histórica elección de Obama y la renovación de la política progresista en los Estados Unidos tres años antes del movimiento Occupy Wall Street. El libro predijo también la victoria de Obama en las siguientes elecciones de 2012.
Bruno es el primer autor publicado en identificar ciclos económicos previsibles y vincular las caídas en los precios de los activos (deflación) con la agitación política en los Estados Unidos y la intervención militar en el extranjero. Bruno utilizó la econometría y se basó en las teorías de la conducta de los votantes desarrolladas por el economista Ray Fair de la Universidad de Yale y el politólogo Allan Lichtman de la Universidad Americana. El asistente personal de Obama recibió una copia de bolsillo en un evento de recaudación de fondos en Nueva York y se distribuyeron ejemplares de tapa dura en la Convención Nacional Demócrata celebrada en Denver en agosto de 2008.
El 10 de diciembre de 2008, Bruno fue citado en The Village Voice diciendo que “cuando ciertas variables económicas cambian drásticamente, se puede pronosticar si el partido en el poder se mantendrá en la presidencia, sobre todo cuando el presidente en ejercicio se encuentra en su segundo mandato".

## Publicación
El libro fue lanzado en 2007, y se puede descargar de forma gratuita. (enlace roto disponible en Internet Archive; véase el historial, la primera versión y la última).
Daniel Bruno es también el autor del libro Cuba en una Encrucijada, la Nueva Estrategia Estadounidense.